# Pietro Mattio
Pietro Mattio, né le 27 juin 2004 à Cuneo, est un coureur cycliste italien. 

## Biographie
Actif sur route et VTT jusqu'en 2021, Pietro Mattio intègre la réserve de la structure World Tour Jumbo-Visma en 2022. Il décide également de se consacrer exclusivement au cyclisme sur route. Au cours de ses trois années au sein de l'équipe, il ne remporte aucune course, mais décroche plusieurs top 10. En 2024, il est troisième  du championnat d'Italie sur route espoirs, ainsi que deuxième d'une étape et lauréat du classement des grimpeurs de l'Orlen Nations Grand Prix. En 2025, il se classe troisième d'étape au Tour d'Italie espoirs et cinquième de Paris-Roubaix espoirs.
En 2026, il est promu dans l'équipe  World Tour Visma-Lease a Bike,.

## Palmarès

### Par années
- 2023
  - 3e de la Targa Crocifisso
- 2024
  - 3e du championnat d'Italie sur route espoirs

### Classements mondiaux
| Année                                 | 2023  | 2024  |
| ------------------------------------- | ----- | ----- |
| Classement mondial                    | 2917e | 1199e |
|                                       |       |       |
| Légende : nc = non classéSource : UCI |       |       |